# Arabok Máltán

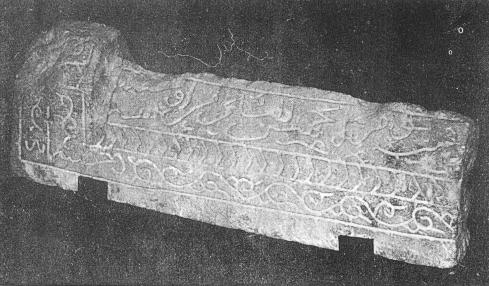
Arab írásos sírfelirat Máltáról.

Málta arab uralmára megy vissza a mai máltai nép és máltai nyelv eredete is. A sziget korábban föníciai, római majd bizánci uralom alatt is állt, eredeti lakói föníciai származásúak voltak, de a 9. század végétől a 10. század végéig tartó arab uralom következtében elarabosodtak.

## Az arab uralom kezdete
Máltát és Gozót 870-ben foglalták el a tunéziai Aglabidák seregei Szavada ibn Muhammad vezetésével. A dinasztia már 827-ben megvetette a lábát Szicíliában és 902-re teljesen bekebelezték a szigetet, sőt 918-ban Kalabriát is meghódították. Málta ezzel egy új arab államalakulat, a Szicíliai Emírség része lett.
A szigetet az arabok Mdinából kormányozták, ahol erődítményt is emeltek. A sziget feje az emír volt. Ibn Abd al-Munim al-Himjari arab krónikás szerint Málta a muszlim hódításkor lakatlan volt, míg Godfrey Wettinger történész és Joseph Brincat nyelvész szerint a sziget a föníciai és római időkben inkább gyéren lakott lehetett, ezért a csekély számú népesség hamar beolvadt az arabokba, így nem hagyott nyomott a később kialakult máltai nyelvben sem.
Bár Gozo és Málta neve már korábbról ered, ám a szigeteken a mai helynevek többsége arab eredetű és a ma is gyakori máltai családnevek többsége, mint a Borg, Cassar, Chetcuti, Farrugia, Fenech, Micallef, Mifsud és Zammit ezekből az időkből származó arab nevek. Máltán az iszlám hódítást követően maradtak kis létszámban keresztények is, akik vallásukat ugyan megőrizték, de nyelvükben arabokká váltak. Máltán, a katolikus vallású emberek a mai napig Istent Alla-nak nevezik (az Allahból) és a nagyböjtöt Randan-nak (a Ramadánból).
Habár a máltai nép vitathatatlanul arab eredetű, azonban etnogenezisében nem az észak-afrikai arabok játszottak szerepet. Az utóbbi idők DNS vizsgálatai kimutatták, hogy Málta lakosságának genetikai felépítése több közös vonással bír Szicília és Kalabria lakosságával. Az említett két régióból közvetve vándoroltak át arabok a szigetre, akik még a 9. század eleji iszlám hódítást követően telepedtek le Észak-Afrikából. Maga a máltai nyelv is inkább a szicíliai arabból alakult ki, semmint közvetlenül a maghrebi dialektusokból. Ez a nyelvváltozat a 13. században kihalt, jellegzetességeit a máltai őrizte meg. Továbbá a Szicíliából vagy Kalabriából Máltára bevándorolt muszlimok között sem volt mindenki valódi arab. Egy részük iszlám vallást és az arab nyelvet átvett európai származású személy volt.
A sziget elarabosodását lehetővé tette, hogy az arabok ismereteikkel jelentős technikai fejlődést vittek végbe Máltán. Az állatokkal hajtott vízkerék vagy az esővízgyűjtő kőfalak segítségével több vizet tudtak megtartani illetve megfelelően elosztani, ami hatékonyabbá tette az addig nehézkes mezőgazdasági termelést. Ezenkívül teraszos földművelést alakítottak ki és számos új terményt honosítottak meg (fűszereket, gyapotot, fügét, mandulát). A hatékonyabb élelmezésnek köszönhetően nőtt a sziget népessége és erősödött az arab etnikai dominancia. A korábban kopár és barátságtalan sziget a 11. században virágzásnak indult.

## A keresztény uralom visszatérése
1090-ben foglalta el először Máltát I. Roger szicíliai gróf, ami azonban nem jelentette, hogy Málta újból keresztény kézre került. Roger éves adófizetés fejében meghagyta a sziget feletti ellenőrzést az arabok kezén. II. Roger szicíliai király vette vissza ténylegesen Máltát 1127-ben, miután 1122-ben az adó miatt fellázadtak a helyi arabok. A belső állapotokban ennek ellenére sem lépett fel alapvető változás, noha a keresztény közösség a szigeten újból növekedésnek indult. A szicíliai normannok nem zargatták az arabokat Máltán, sőt jelentős autonómiát biztosítottak számukra és még kétszáz évig gyakorolhatták vallásukat. A sziget vezetője a helyi emír maradt, aki évente lovakat, öszvéreket és fegyvereket küldött a keresztény uraknak, kifejezve lojalitását.
Burchard strassburgi püspök, aki 1157-ben meglátogatta Máltát, arról számolt be I. Frigyes német-római császárnak, hogy a szigeten főként muszlimok laknak. A kereszténység azonban lassacskán erősödött: 1156-tól kezdődött az egyház szervezése és 1168-tól már említik a püspökséget, amelyet a palermói érsekség igazgatott. A népesség tekintetében nincs jelentős változás, noha már jelentős alakuláson megy át, mivel Itáliából sok telepes érkezik.
1224-ben II. Frigyes német-római császár sereget küld Máltára, miután Szicíliában fellázadtak a muzulmánok, hogy elejét vegye annak, nehogy a Máltán még mindig többségben levő arabok is csatlakozzanak hozzájuk. Az arabok autonómiájának felszámolása ezzel vette kezdetét.
Az 1240-ben és 1241-ben kelt jelentések alapján a sziget lakosságának kétharmada még mindig muszlim, egyharmada keresztény. 1249-ben elűzték azokat az arabokat, akik továbbra is konokul ragaszkodtak a vallásukhoz. Az arab lakosság jelentős része azonban Máltán maradt és lassan felvette a kereszténységet, jóllehet ezek a kezdeti áttérések eléggé színleltek voltak, hisz többnyire kényszer hatása alatt történtek. A vallási béke így törékeny maradt, főleg az Anjou-ház uralma idején. Málta lakosságának legalább 1283-ig, a spanyol uralom kezdetéig erős kapcsolatai voltak Észak-Afrikával.
A máltai arabok tényleges kereszténnyé válása csak a 15. században történt meg, eddigre adták fel ugyanis a rejtegetett muszlim identitásukat is.

## A johannita lovagok kora
A Johannita Lovagrend 1530-tól kezdődő uralma alatt Málta lakossága már csak nyelvében volt sémi. A lovagok az Oszmán Birodalommal és annak észak-afrikai vazallusaival vívott harcokban gyakran ejtettek foglyul muzulmánokat: egy részüket eladták, másrészüket a szigetre hozták rabszolgának. A 18. század közepén is legalább kilencezer muszlim rabszolga volt Máltán, akiknek megengedett volt vallásuk gyakorlása is, azonban nem érintkezhettek a lakókkal. Akadtak köztük olyanok, akik kereskedőkké váltak és Valletta utcáin árultak. Voltak olyanok, akik áttértek a keresztény hitre, felszabadultak és beolvadtak a lakosságba. Egy 1749-es rabszolgalázadást követően a muszlim rabszolgák jogait jelentős mértékben korlátozni kezdték.
Az újkorban, főleg a katolikus papság iszlámellenessége miatt törekedtek letagadni Málta arab gyökereit, sőt olyan torz történelmi kép alakult ki, miszerint a máltaiak valójában a dél-európai népekhez kötődnek és a máltai nyelv is olasz nyelvjárás, melynek alapján a fasiszta Olaszország is igényt tartott a szigetre. Ez a hamis szemlélet még nagyjából a 20. század második feléig meghatározta a máltai történetírást.

## Málta későbbi kapcsolatai az arabokkal
Málta függetlenné válását követően erősödni kezdtek azok a hangok, amelyek a máltaiak és az arabok közötti szorosabb etnikai és kulturális kapcsolatok kialakítását akarták előmozdítani. Ennek korai szószólója Dom Mintoff szocialista máltai politikus, aki Líbia felé volt orientált. 1991-ben a máltai munkáspárti kormány lépéseket is tett arra, hogy az arab világgal építsen ki kapcsolatokat. A líbiai diktátor, Moammer Kadhafi az 1980-as évektől nyitni kezdett a Nyugat felé, ennek hatására Málta és Líbia is együttműködési valamint barátsági szerződést kötöttek, sőt rövid időre kötelező tárgy lett az arab nyelv a máltai középiskolákban. Kadhafi 1984-ben maga avatott fel egy újonnan épített mecsetet Paolán. 1998-ban Mario Farrugia Borg, akit Qormi városának helyi tanácsába választottak, hivatali eskütételekor egy Koránra helyezte a kezét.